# جمیله
فاطمه صادقی با نام هنری جمیله (زاده ۴ آبان ۱۳۲۵ در تهران) رقصنده و بازیگر ایرانی است.
پدر جمیله، رجب واکسی بود که بعدها به شغل گردوفروشی رو آورد. او بعداً بازیگر نمایش‌های «سیاه بازی» شد. عموی او مرشد نصرالله یک نوازنده ضرب و خواننده دوره‌گرد بود. جمیله از کودکی در رقص شکم مهارت پیدا کرد و با پدرش به اجرای برنامه پرداخت و در این هنر حرفه ای شد. جمیله به‌عنوان معروف‌ترین رقصنده زن ایرانی شناخته شده است.

## سابقه هنری
جمیله بازیگری در سینما را با بازی در فیلم نسیم عیار در سال ۱۳۴۶ آغاز کرد. او پیش از ورود به سینما، رقصنده بود و پس از شروع بازیگری نیز به رقص در کاباره‌ها ادامه داد. جمیله افزون بر بازیگری در چند فیلم سینمایی و نیز در شو تلویزیونی رنگارنگ (۱۳۵۵–۱۳۵۷) به اجرای رقص پرداخت.
پس از انقلاب مانند بسیاری از هنرمندان از کشور خارج شد. سپس به آمریکا مهاجرت کرد و در آنجا زندگی می‌کند. با همکاری تلویزیون طنین و شرکت کلتکس ریکوردز چندین مجموعه از رقص‌های خود را نیز در آمریکا اجرا کرد که ویدیوهای آن در صفحه رسمی شرکت کلتکس میوزیک (کلتکس ریکوردز قدیم) منتشر شده و هم‌اکنون نیز موجود است.

## فیلم‌شناسی

### بازیگر
- نسیم عیار (۱۳۴۶)
- فردای باشکوه (۱۳۴۶)
- خشم کولی (۱۳۴۷)
- دنیای آبی (۱۳۴۸)
- زن وحشی وحشی (۱۳۴۸)
- دختر ظالم بلا (۱۳۴۹)
- نامادری (۱۳۴۹)
- خوشگل‌ترین زن عالم (۱۳۵۰)
- بندری (۱۳۵۲)
- غول (۱۳۵۲)
- کاکا سیاه (۱۳۵۲)
- کج کلاخان (۱۳۵۲)
- مترس (۱۳۵۲)
- محبوب بچه‌ها (۱۳۵۲)
- عروس پابرهنه (۱۳۵۳)
- گل پری جون (۱۳۵۳)
- فراشباشی (۱۳۵۴)
- رانده شده (۱۳۵۴)
- جدال (۱۳۵۵)

### رقصنده
- طلاق (۱۳۴۲)
- نابغه هفت‌ماهه (۱۳۴۲)
- شیرمرد (۱۳۴۴)
- گدایان تهران (۱۳۴۵)
- جاده زرین سمرقند (۱۳۴۶)
- فردای باشکوه (۱۳۴۶)
- مرد حنجره‌طلایی (۱۳۴۷)
- غول (۱۳۵۲)
- بنده خدا (۱۳۵۳)

## نگارخانه

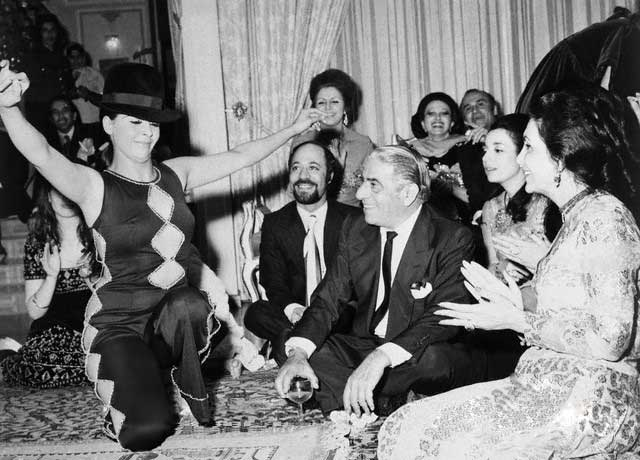
رقص جمیله در حضور آریستوتلیس اوناسیس
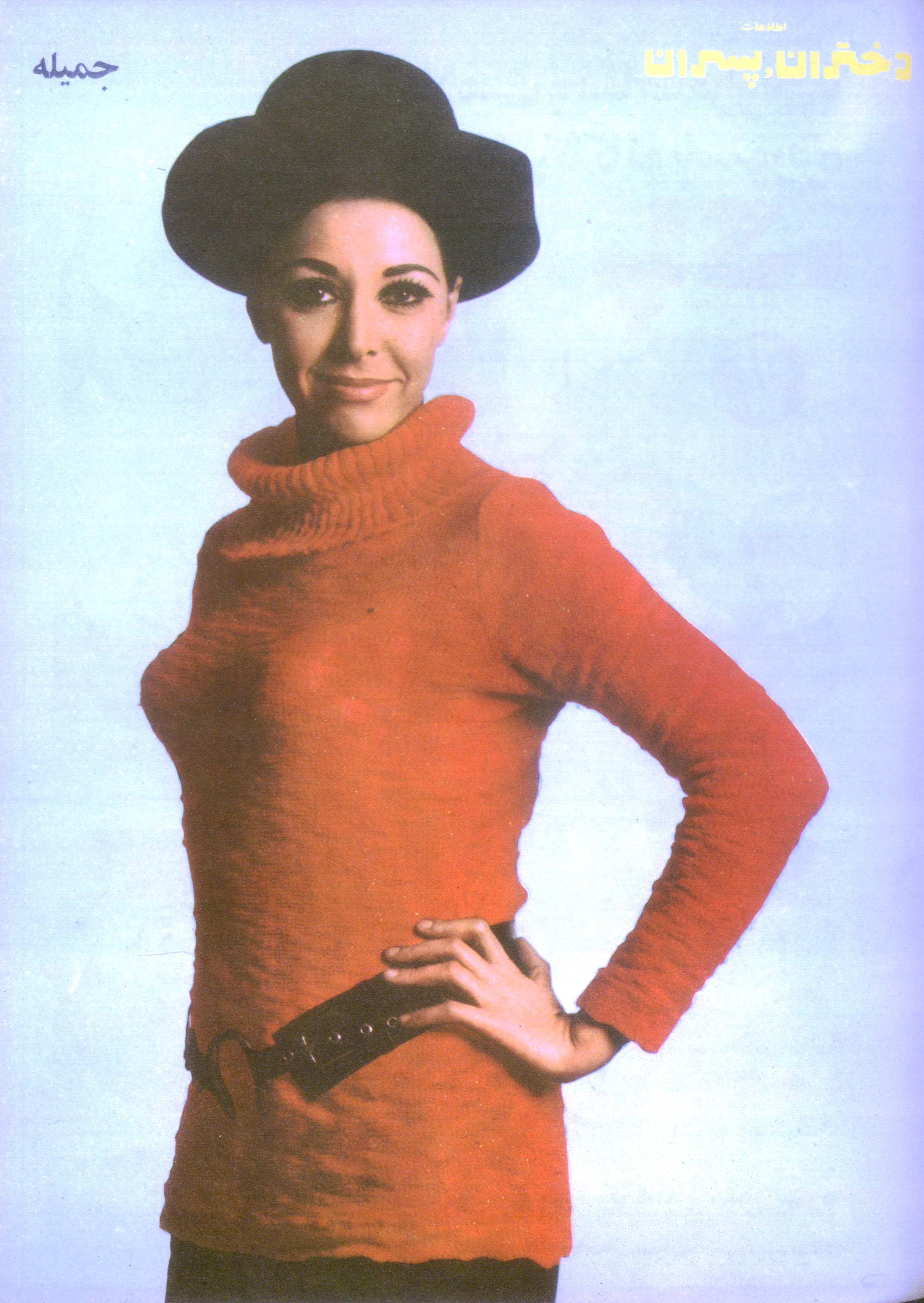
مجله دختران پسران شماره ۸۲۸ سال ۱۳۵۳
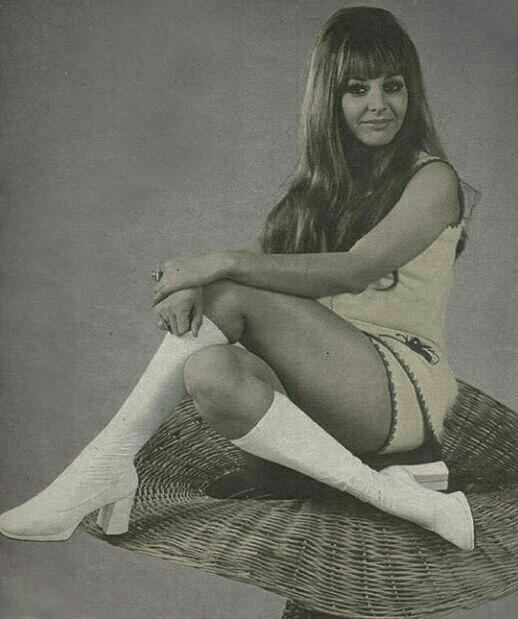
مجله فیلم و هنر سال ۱۳۴۹
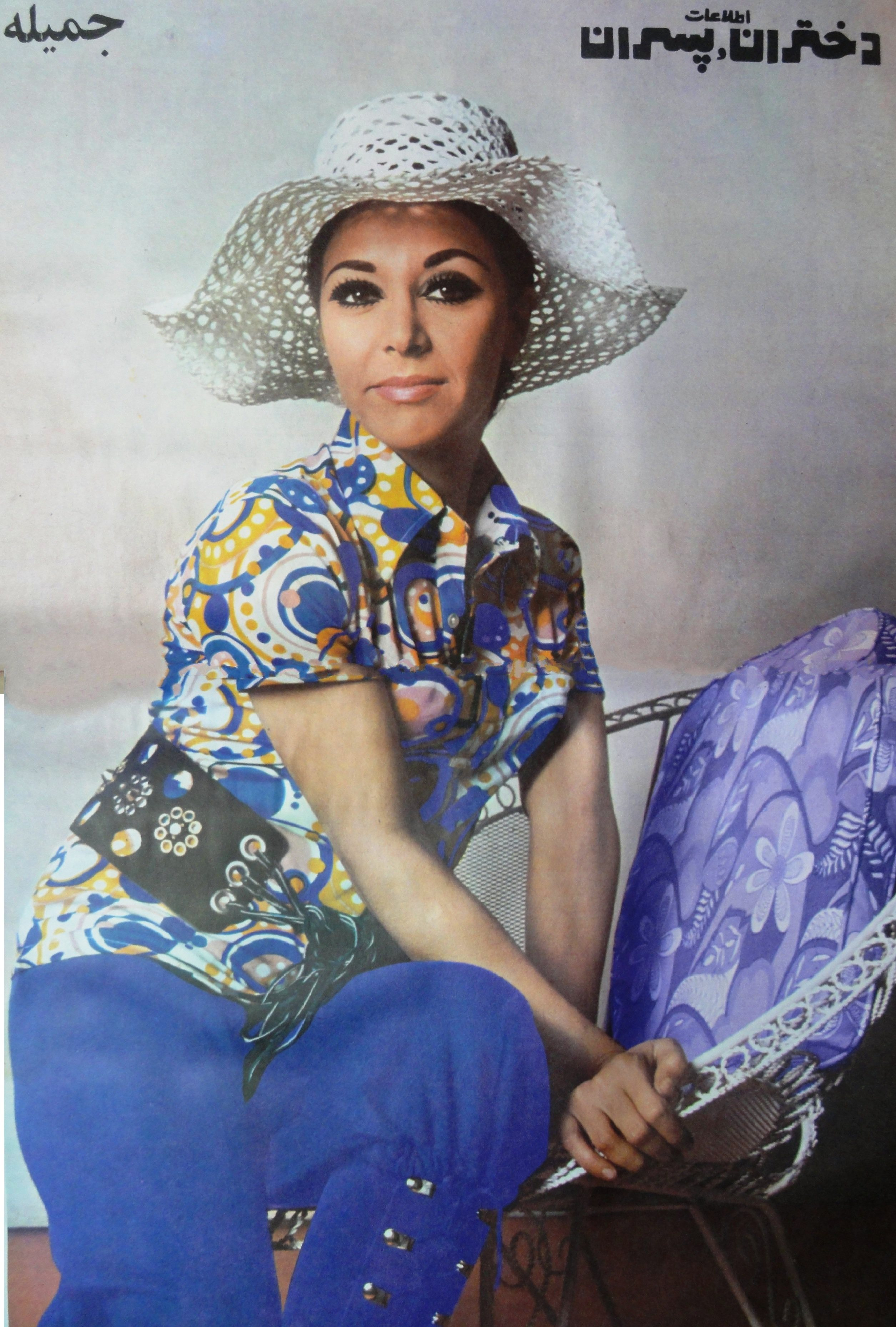
مجله دختران پسران شماره ۸۲۵ سال ۱۳۵۳
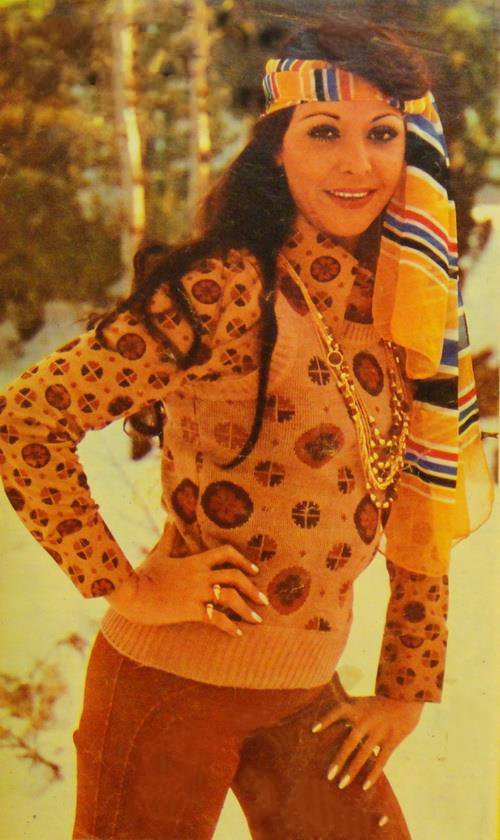